# Агенс
Агенс од (лат. agens - јасан, жив, изразит, пластичан),, делотворни, радни принцип, оно што је узрок нечему, снага, покретна сила, семантичка категорија за означавање „главне улоге“ у српском језику ...„у медицини је носилац чинилаца одређеног дејства...“ . 
У лингвистици, агенс је узрок или иницијатор догађаја. Реч потиче од присутног „активног принципа“,  agens, agentis („један ради“) од латинског глагола agere , да „уради“ или „направи“.